# Yutaka Michiwaki
Yutaka Michiwaki (japanisch 道脇 豊 Michiwaki Yutaka; * 5. April 2006 in der Präfektur Kumamoto) ist ein japanischer Fußballspieler.

## Karriere
Yutaka Michiwaki erlernte das Fußballspielen in der Jugendmannschaft von Roasso Kumamoto. Hier unterschrieb er am 1. Februar 2023 auch seinen ersten Vertrag. Der Verein aus Kumamoto spielte in der zweiten japanischen Liga. Sein Zweitligadebüt gab Yutaka Michiwaki am 19. Februar 2023 (1. Spieltag) im Auswärtsspiel gegen den Tochigi SC. Bei dem 1:1-Unentschieden wurde er in der 90.+3 Minute für Shōhei Aihara eingewechselt. Nach 27 Ligaspielen wechselte er im Juli 2024 Belgien. Hier schloss er sich in Beveren dem Zweitligisten SK Beveren an.